# Legia Oficerska (WP we Francji)
 Legia Oficerska – zapasowy oddział Wojska Polskiego we Francji.
Legia Oficerska stacjonowała w Vichy. Proces formowania LO nie został ukończony przed upadkiem Francji.

## Formowanie legii
Legię Oficerską rozpoczęto sformować w ramach Wojsko Polskie we Francji z oficerów bez przydziału do jednostek liniowych lub sztabów. Służba w LO była obowiązkowa. Podlegali jej oficerowie w wieku do 55 lat. Oficerowie pełnili funkcje szeregowych i dowódców — funkcyjnych, a mianował ich osobiście Naczelny Wódz.
Przydział oficerów leżał w gestii specjalnych komisji:
- nr 1 — zasięg obejmował centra i ośrodki wyszkoleniowe w Val Andre, Sables d'Or, Combourg, St. Meen le Grand Chateaubriant, Ancenis
- nr 2 — dla ośrodków w Thouars, Bressuire, La Roche's lon, Sables d'Olonne, Lucon, Fontenay le Comte, Niort, Vichy, Camp de Carpiagne.

## Struktura legii
batalion ckm i broni towarzyszących
- 1 kompania
- 2 kompania
- 3 kompania

Każda kompania liczyła 241 oficerów.